# 小玉みい子の朝はいきいき!
『小玉みい子の朝はいきいき!』（こだまみいこのあさはいきいき）は、1986年7月5日から1990年3月31日まで福島放送で放送された福島県向けの土曜朝のローカル番組。

## 出演者
- 小玉美意子 - メインキャスター。元フジテレビアナウンサーで、当時福島女子短期大学（現・福島学院大学短期大学部）の教授だった。
- 羽藤淳子 - アシスタント。元NHK福島放送局契約キャスター。羽藤は、後番組「あいうえお天気目玉焼（あいうえお天気目玉焼Lサイズ）」も続投し、約10年間務めた。
- 今泉毅 - アシスタント。番組が開始された年の4月に福島放送初の正社員アナウンサーとして入社したばかりだった。

## 主なコーナー
- とびだせ!ふくしま
- ウィークエンド情報
- ほか

| スタブアイコン | サブスタブ | この項目は、まだ閲覧者の調べものの参照としては役立たない、テレビ番組に関連した書きかけの項目です。この項目を加筆・訂正などしてくださる協力者を求めています（P:テレビ/PJ:放送または配信の番組）。 |